# John Watkins Crockett
John Watkins Crockett junior (* 17. Mai 1818 im Jessamine County, Kentucky; † 20. Juni 1874 in Madisonville, Kentucky) war ein US-amerikanischer Jurist und konföderierter Politiker. Er war ein guter Redner. Ferner besaß er einen flotten Intellekt, umfangreiche Kenntnisse und eine schnelle Auffassungsgabe.

## Werdegang
John Watkins Crockett junior besuchte die Gemeinschaftsschulen im Jessamine County (Kentucky) und im Hancock County (Illinois), wo er bei seiner Schwester, Mrs. Hannah (Crockett) Bell lebte. Im Alter von 21 Jahren kehrte er nach Kentucky zurück und ließ sich in Hopkinsville (Christian County) nieder, wo er bei seinem Cousin Joseph Crockett, einem renommierten Staatsanwalt, Jura studierte, welcher später Richter am Supreme Court of California wurde. Nach dem Erhalt seiner Zulassung als Anwalt praktizierte er in Paducah (McCracken County). Kurz vor dem Ausbruch des Bürgerkrieges zog er dann nach Henderson (Henderson County). Seine Sympathien für die Südstaaten und seine feste Überzeugung vom absoluten Recht dieser Staaten sich von der Union loszusagen, führten ihn dazu, seinen Einfluss, welchen er besaß, und seine Unterstützung den Konföderierten Staaten zu geben. Er nahm als Delegierter an der Sezessionsversammlung von Kentucky in Bowling Green (Warren County) teil, wo er für die Sezession stimmte. Im November 1861 wurde er für den zweiten Wahlbezirk von Kentucky in den ersten Konföderiertenkongress gewählt, wo er vom 18. Februar 1862 bis zum 17. Februar 1864 tätig war. Nach dem Ende des Krieges kehrte er nach Henderson zurück, wo er seine Tätigkeit als Anwalt wieder aufnahm. Er ging dieser bis 1872 nach, als ihn sein sich verschlechternder Gesundheitszustand dazu veranlasste, diese aufzugeben und nach Madisonville (Hopkins County) zu ziehen, wo er 1874 verstarb. Sein Leichnam wurde auf dem Fernwood Cemetery in Henderson beigesetzt.

## Familie
John Watkins Crockett junior war der Sohn von Louisa Bullock (1790–1840), einem Mitglied der prominenten Familie Bullock in Kentucky, und dem Farmer John Watkins Crockett senior (1790–1852). Seine Eltern stammten beide aus Jessamine County. Sein Großvater, Joseph Crockett, wurde bei Charlottesville (Virginia) geboren und war während des Unabhängigkeitskrieges Colonel in einem Regiment von Virginia. 1827 zog er nach Kentucky, wo er einige Zeit lang als United States Marshal tätig war. Die ersten Familienmitglieder, welche nach Amerika kamen, waren Nachfahren einer Hugenottengruppe, welche aus ihrer französischen Heimat zur Zeit der Hugenottenverfolgung floh und Zuflucht in Irland fand. Der Name wurde zu jener Zeit Croquetaine geschrieben. Die Söhne der Familie waren Seefahrer und trieben in diesem Zusammenhang Handel mit der in Virginia ansässigen Familie Maury.
Crockett war zweimal verheiratet. Er heiratete zuerst Mrs. Smedley. Von ihren gemeinsamen Kindern erreichten zwei das Erwachsenenalter: John W. und Lucy. Nach dem Tod seiner ersten Ehefrau heiratete er Miss Louisa M. Ingram (1828–1870), Tochter von Jane C. McGready und Wyatt H. Ingram, einem Händler aus Henderson (Kentucky). Die Familie Ingram stammte ursprünglich aus Virginia und ließ sich dann in Kentucky nieder. Aus der Ehe zwischen Louis M. Ingram und John Watkins Crockett junior erreichte nur Wyatt (1856–1936) das Erwachsenenalter. Er war Bankkassierer in der Planters' Bank of Henderson. Daneben verfasste er viele Gedichte, welche in Standardwerken wie Youth's Companion und Frank Leslie's veröffentlicht wurden.